# Liste der Naturdenkmale in Unterschneidheim
| Naturdenkmale | Anzahl |
| ------------- | ------ |
| FND           | 4      |
| END           | 7      |
| Gesamt        | 11     |

Die Liste der Naturdenkmale in Unterschneidheim nennt die verordneten Naturdenkmale (ND) der im baden-württembergischen Ostalbkreis liegenden Gemeinde Unterschneidheim. In Unterschneidheim gibt es insgesamt elf als Naturdenkmal geschützte Objekte, davon vier flächenhafte Naturdenkmale (FND) und sieben Einzelgebilde-Naturdenkmale (END).
Stand: 1. November 2016.

## Flächenhafte Naturdenkmale (FND)
| Name                                             | Bild | Kennung     | Einzelheiten     | Position | Fläche Hektar | Datum |
| ------------------------------------------------ | ---- | ----------- | ---------------- | -------- | ------------- | ----- |
| Aufschluß des Suevits auf der Zipplinger Höhe    | BW   | 81360750008 | Unterschneidheim | ⊙        | 0,4           |       |
| Gehölzbestand um die Ölbergkapelle               |      | 81360750001 | Unterschneidheim | ⊙        | 0,4           |       |
| Steinbruch Halde                                 | BW   | 81360750005 | Unterschneidheim | ⊙        | 0,5           |       |
| 1 Linde mit Weiher u. Gehölzbestand bei Walxheim | BW   | 81360750006 | Unterschneidheim | ⊙        | 0,2           |       |
| Legende für Naturdenkmal                         |      |             |                  |          |               |       |

## Einzelgebilde (END)
| Name                                             | Bild | Kennung     | Einzelheiten     | Position | Fläche Hektar | Datum |
| ------------------------------------------------ | ---- | ----------- | ---------------- | -------- | ------------- | ----- |
| Baumgruppe am Wirtshaus                          | BW   | 81360750010 | Unterschneidheim | ⊙        | 0,0           |       |
| Linde auf dem Heimischberg                       | BW   | 81360750003 | Unterschneidheim | ⊙        | 0,0           |       |
| 1 Linde auf dem Kapellenberg                     |      | 81360750004 | Unterschneidheim | ???      | 0,0           |       |
| 1 Linde mit Kreuz östl. Oberschneidheim          | BW   | 81360750009 | Unterschneidheim | ⊙        | 0,0           |       |
| 1 Winterlinde bei der Kapelle in Oberschneidheim | BW   | 81360750011 | Unterschneidheim | ⊙        | 0,0           |       |
| 2 Linden mit Feldkreuz südl.Nordhausen           | BW   | 81360750002 | Unterschneidheim | ⊙        | 0,0           |       |
| 3 Eichen nördl.Wössingen                         | BW   | 81360750007 | Unterschneidheim | ⊙        | 0,0           |       |
| Legende für Naturdenkmal                         |      |             |                  |          |               |       |